# Udrykningsvej
Udrykningsvej er en midlertidig kørebane til udrykningskøretøjer på for eksempel en motorvej dannet ved at øvrige trafikanter trækker til siden, så udrykningsvejen opstår mellem de andre kørebaner. Udrykningsveje er afprøvet forsøgsvis på Fynske Motorvej siden 2018.